# Hollenstein an der Ybbs
Hollenstein an der Ybbs är en ort och kommun  i Österrike. Den ligger i distriktet Amstetten i förbundslandet Niederösterreich, 130 km väster om huvudstaden Wien.
Kommunen består av 14 orter (Ortschaften) (inom parentes invånarantal 1 januari 2024):

- Berg (50)
- Dornleiten (298)
- Garnberg (10)
- Grießau (4)
- Hohenlehen (22)
- Hollenstein an der Ybbs (566)
- Krenngraben (168)
- Oberkirchen (40)
- Oisberg (29)
- Sattel (32)
- Thalbauer (38)
- Thomasberg (79)
- Walcherbauer (271)
- Wenten (90)